# Lactate Natura Târgoviște
Lactate Natura Târgoviște este o companie producătoare de lactate și brânzeturi din Târgoviște,România, ce a luat ființă în 1991, prin preluarea patrimoniului fostei Întreprinderi de Industrializare a Laptelui.
Titlurile societății se tranzacționează la categoria de bază a pieței Rasdaq, sub simbolul INBO.
Pachetul majoritar de acțiuni al companiei a fost achiziționat de omul de afaceri Cătălin Chelu în octombrie 2010.
Cifra de afaceri în 2009: 10 milioane euro
Societatea are un capital social de peste 1,5 milioane euro, integral privat, acțiunile sale fiind tranzacționate la Bursa de Valori București. Au fost efectuate investiții de peste 4 milioane euro ce au vizat modernizarea și retehnologizarea capacităților de producție existente, ce îndeplinesc astăzi cerințele Uniunii Europene în domeniu.